# Sonate pour piano no 2 de Prokofiev
La Sonate pour piano no 2 opus 14 de Serge Prokofiev, en ré mineur, fut composée en 1912 et comporte quatre mouvements.

## Analyse de l'œuvre
1. Allegro non troppo
2. Allegro moderato
3. Andante
4. Vivace